# Сегмент «Аксиом»

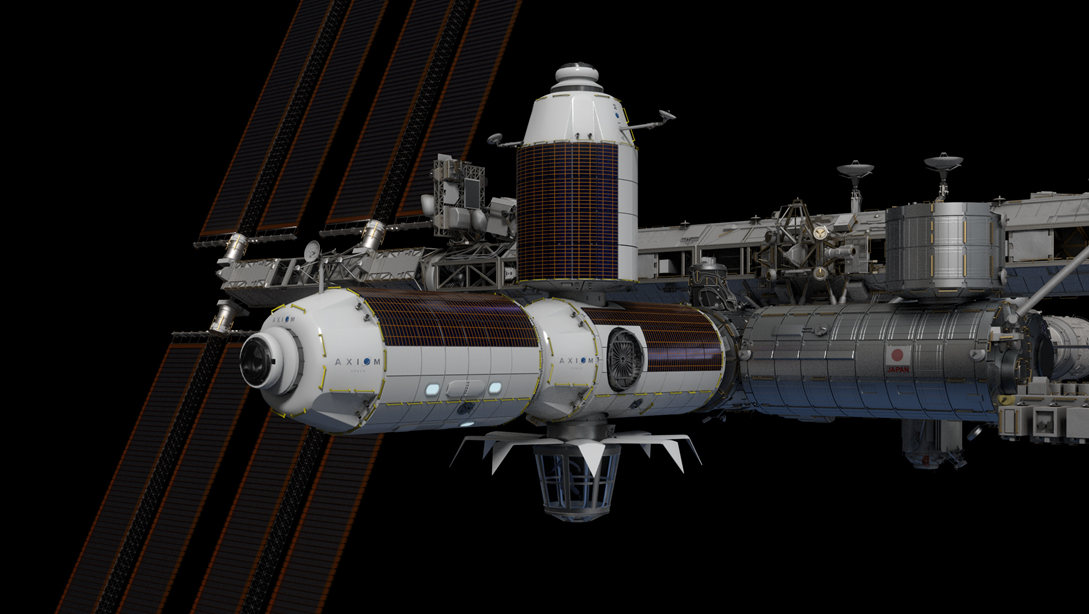
План размещения сегмента Axiom на МКС

Сегмент «Аксиом» (англ. Axiom Orbital Segment, или Axiom Segment) — коммерческий сегмент МКС из трёх больших модулей и одного обзорного модуля наподобие «Купола», который планирует создать частная компания Аксиом Спейс.
Изготовление первых двух модулей сегмента заказано европейской компании Thales Alenia Space. Цена контракта — 110 млн евро.

## Устройство
Модули сегмента будут иметь 11 метров в длину и 4,2 метра в диаметре.
Первый модуль планируется пристыковать к переднему порту модуля «Гармония», что потребует перемещения гермоадаптеров PMA-2 и IDA-2. 
К этому, узловому, модулю компания планирует пристыковать два других: второй будет использоваться для проживания, третий — для исследований и производств.
Первый и второй модули будут оборудованы четырьмя индивидуальными каютами каждый.
В модулях планируются высокоскоростной Wi-Fi, интерьерные видеопанели и прозрачный купол, который компания называет «крупнейшим окном из когда-либо созданных для космоса».

## Создание
Первый модуль, производство которого идёт на заводе Thales Alenia Space в Турине, планировалось запустить в 2024 году и пристыковать к переднему порту модуля «Гармония». Но в 2024 году запуск перенесли на 2027 год. 
Запуск второго запланирован на 2028 год, третьего — на конец 2020-х, четвертого после запуска третьего, а пятого в начале 2030х годов.
На сентябрь 2021 года на заводе Thales Alenia Space в Турине велась низкотемпературная сварка трением с перемешиванием первого модуля; по заявлению компании, этот вид сварки даёт бо́льшую надёжность, чем применявшаяся при производстве предыдущих модулей плазменная; при производстве модулей орбитальных станций этот вид сварки применяется впервые.
Испытания первого модуля были намечены на второй квартал 2022 года. 

## Станция «Аксиом»
Когда проект МКС будет закрыт, Аксиом Спейс планирует подключить к своим модулям независимую энергетическую платформу, отстыковать их и использовать как коммерческую космическую станцию «Аксиом».